# Соромпомут
Соромпомут (устар. Сорум-Помут) — река в России, протекает по Белоярскому району Ханты-Мансийского АО. Устье реки находится в 147 км по правому берегу реки Помут. Длина реки составляет 34 км.

## Притоки
- В 2 км от устья, по левому берегу реки впадает река Уготъёгарт
- В 12 км от устья, по левому берегу реки впадает река Сумытъюган.

## Данные водного реестра
По данным государственного водного реестра России относится к Нижнеобскому бассейновому округу, водохозяйственный участок реки — Обь от впадения Иртыша до впадения реки Северная Сосьва, речной подбассейн реки — бассейны притока Оби от Иртыша до впадения Северной Сосьвы. Речной бассейн реки — (Нижняя) Обь от впадения Иртыша.
Код объекта в государственном водном реестре — 15020100112115300020692.